# Ziad Doueiri
Ziad Doueiri (arabisch زياد دويري; * 1963) ist ein libanesischer Filmregisseur und Drehbuchautor.

## Karriere
Doueiris begann im Jahr 1987 beim Filmstab zu arbeiten und wirkte dabei bei dem Film Munchies mit. Er arbeitete unter anderem als erster Kameraassistent bei den Filmen von Quentin Tarantino wie bei Reservoir Dogs – Wilde Hunde, Pulp Fiction, Four Rooms, From Dusk Till Dawn und Jackie Brown mit. Dieser Tätigkeit ging er auch bei den Filmen Alarmstufe: Rot von Andrew Davis, in Noch dümmer von Jonathan Lynn und in Harvey Keiths Stardust – Entscheidung in Hollywood nach. Im Jahr 1998 begann er dann als Regisseur und Drehbuchautor im Filmgeschäft zu arbeiten.
Doueiri gab 1998 sein Regiedebüt beim Coming-of-Age-Film Die Kinder von Beirut. Dieser Film wurde für den Political Film Society Award für Frieden nominiert, die Auszeichnung wurde aber an David O. Russell für den Film Three Kings – Es ist schön König zu sein überreicht. Des Weiteren stand der Film mit 44 weiteren Vorschlägen auf der Vorschlagsliste für den besten fremdsprachigen Film für die Oscarverleihung 1999, wobei der Film es nicht unter die besten fünf schaffte. Für The Attack aus dem Jahr 2012, welcher auf dem Buch von Yasmina Khadra basiert, erhielt er den Internationalen Literaturfilmpreis und konnte auf Filmfestspielen für dieses Werk weitere Auszeichnungen entgegennehmen.
Im Jahr 2017 veröffentlichte Doueiri den Spielfilm Der Affront, der bei der Oscarverleihung 2018 eine Nominierung in der Kategorie „Bester fremdsprachiger Film“ erhielt. Dabei konnte sich der Film bei 92 vorgeschlagenen Filmen durchsetzten. Die Auszeichnung ging jedoch an den chilenischen Beitrag Eine fantastische Frau.  Bei den Internationalen Filmfestspielen von Venedig 2017 hatte der Film gegen 20 weitere um den Goldenen Löwen konkurriert, die Auszeichnung erhielt aber Guillermo del Toro für seinen später Oscar-prämierten Beitrag Shape of Water – Das Flüstern des Wassers. Die Coppa Volpi, die Auszeichnung für den besten Darsteller, erhielt Kamel El Basha für seine schauspielerische Leistung in Der Affront.
2018 wurde er in die Academy of Motion Picture Arts and Sciences berufen, die jährlich die Oscars vergibt.

## Privat
Doueiri ist im Alter von 18 Jahren, während des Bürgerkriegs im Libanon, in die USA geflüchtet. In den USA studierte er an der University of California, San Diego. Doueiri lebt in Frankreich.
Aufgrund seines Films The Attack, der in Israel gedreht wurde, wurde sein Pass von den libanesischen Behörden am Flughafen Beirut eingezogen.

## Filmografie (Auswahl)

### Kameraassistent
- 1987: Munchies
- 1992: Reservoir Dogs – Wilde Hunde (Reservoir Dogs)
- 1992: Alarmstufe: Rot (Under Siege)
- 1994: Pulp Fiction
- 1994–1995: Geschichten aus der Gruft (Tales from the Crypt, Fernsehserie, 12 Episoden)
- 1995: Four Rooms
- 1996: From Dusk Till Dawn
- 1997: Noch dümmer (Trial and Error)
- 1997: Stardust – Entscheidung in Hollywood (Stand-ins)
- 1997: Jackie Brown

### Regisseur und Autor
- 1998: Die Kinder von Beirut (Bairūt al-ġarbiyya oder بيروت الغربية)
- 2004: Lila sagt
- 2012: The Attack
- 2016: Baron Noir (Serie, 12 Folgen)
- 2017: Der Affront (قضية رقم ٢٣ / The Insult)
- 2020: Aus der Spur (Dérapages, Serie)

## Auszeichnungen
- 2018: Friedenspreis des Deutschen Films – Die Brücke für Der Affront[5]

Ziad Doueiri hat 31 Filmpreise gewonnen und 21 weitere Nominierungen erhalten.